# Сплюшка велика
Сплюшка велика (Otus gurneyi) — вид совоподібних птахів родини совових (Strigidae). Ендемік Філіппін. Вид названий на честь англійського банкіра і орнітолога Джона Генрі Герні. Раніше цей вид відносили до монотипового роду Велика сплюшка (Mimizuku), однак за результатами молекулярно-філогенетичного дослідження він був переведений до роду Сплюшка (Otus).

## Опис

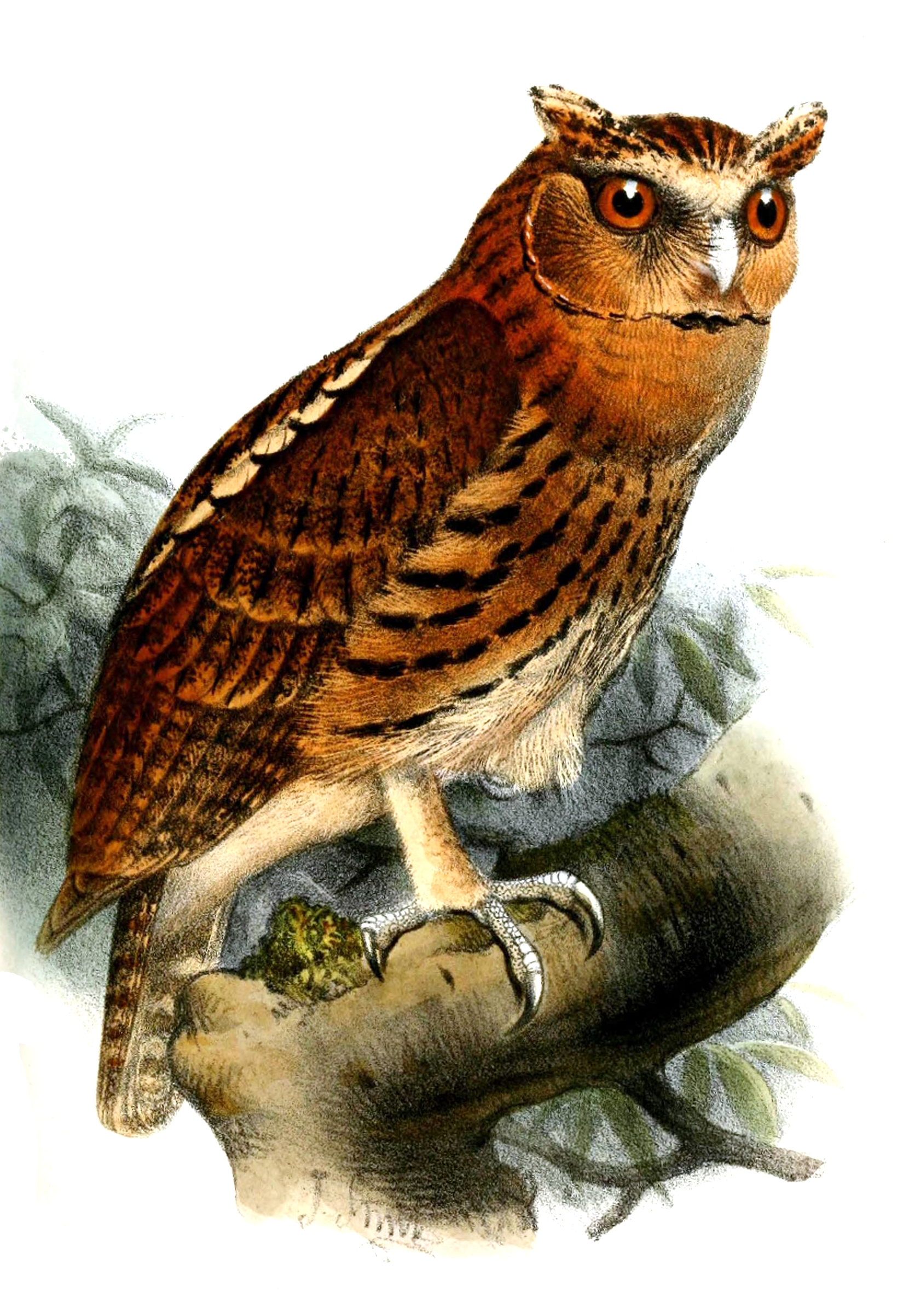
Велика сплюшка

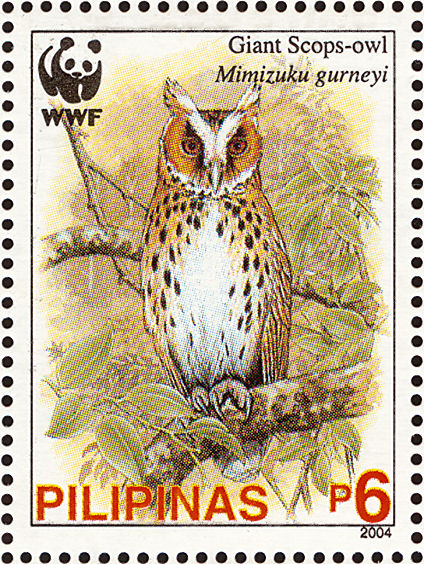
Велика сплюшка

Довжина птаха становить 30-35 см, самиці є більшими за самців. Лицевий диск світло-рудувато-коричневий з вузькими чорними плямами по краям. На голові пір'яні "вуха", поцятковані рудувато-коричневими і чорними плямками, над очима широкі білуваті "брови".  Решта голови, шия і верхня частина тіла рудувато-коричневі, пера на них мають темні стрижні, пера на плечах білоувато-охристі з чорними краями, верхні покривні пера крил темно-коричневі, стрижні у них чорні. Крила і хвіст смугасті, поцятковані темно-коричневими і світло-коричневими смужками.
Груди і боки блідо-рудувато-коричневі, поцятковані краплеподібними або овальної форми чорними плямами, живіт коричневий, плями на ньому відсутні. Райдужки карі, дзьоб білуватий або зеленувато-жовтий, пальці не оперені, блідо-сіро-коричневі, кігті блідо-рогові з чорними кінчиками. Вокалізація — серія з 5-10 криків «вуа, вуа», які повторюються з інтервалом у 10-20 секунд, особливо часто її можна почути в період з лютого по травень.

## Поширення і екологія
Великі сплюшки мешкають на островах Дінагат, Сіаргао, Самар і Мінданао на півдні Філіппінського архіпелагу. Вони живуть у вологих рівнинних тропічних лісах, в яких переважають діптерокарпові. Зустрічаються переважно на висоті до 670 м над рівнем моря, однак спостерігалися в гірських і хмарних тропічних лісах на висоті до 1300 м над рівнем моря. Ведуть нічний спосіб життя. Імовірно, живляться дрібними хребетними і великими комахами.

## Збереження
МСОП класифікує цей вид як вразливий. За оцінками дослідників, популяція великих сплюшок становить від 3500 до 15000 птахів. Їм загрожує знищення природного середовища.